# Frank Hunter

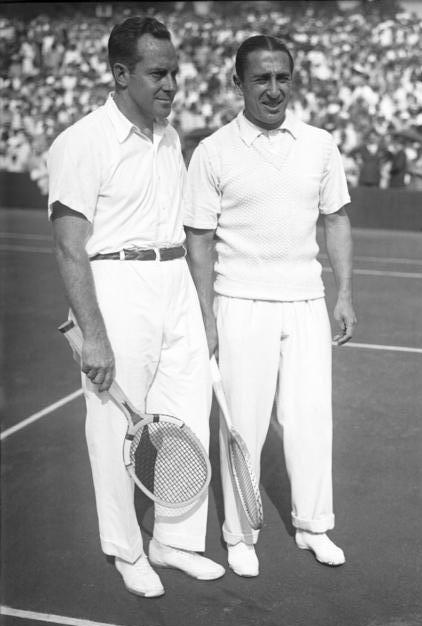
Frank Hunter (links) und Daniel Prenn.

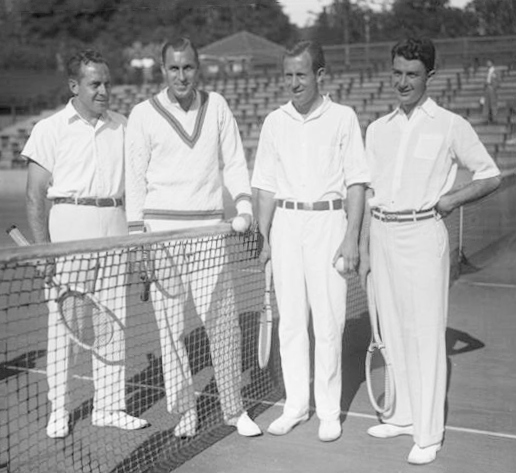
Die US-Davis-Cup-Mannschaft des Jahres 1929 von links nach rechts: Frank Hunter, Bill Tilden, Wilmer Allison und John Van Ryn.

Francis Townsend „Frank“ Hunter (* 28. Juni 1894 in New York; † 2. Dezember 1981 in Palm Beach, Florida) war ein US-amerikanischer Tennisspieler.

## Karriere
Im Jahr 1916 graduierte Hunter von der Cornell University.
1923 stand er im Endspiel von Wimbledon. Hunter verlor gegen den US-Amerikaner Bill Johnston glatt in drei Sätzen mit 0:6, 3:6 und 1:6.
Im Doppel gewann er 1924 mit Vincent Richards gegen die US-Amerikaner Richard Norris Williams und Watson Washburn in fünf Sätzen mit 6:3, 3:6, 8:10, 8:6 und 6:3. Diesen Erfolg konnte er 1927 mit Bill Tilden wiederholen. Sie besiegten die Franzosen Henri Cochet und Jacques Brugnon in fünf Sätzen mit 1:6, 4:6, 8:6, 6:3 und 6:4, nachdem Hunter die beiden schon im Endspiel der Olympischen Sommerspiele 1924 zusammen mit Vincent Richards schlagen konnte.
Den Wettbewerb im gemischten Doppel konnte er 1927 mit Elizabeth Ryan in zwei Sätzen mit 8:6 und 6:0 gegen Leslie Godfree und Kathleen McKane Godfree gewinnen und 1929 mit Helen Wills Moody gegen Ian Collins und Joan Fry in zwei Sätzen mit 6:1 und 6:4.
Im Jahr 1927 gewannen Frank Hunter und Bill Tilden die Amerikanischen Tennismeisterschaften im Doppel gegen ihre Landsmänner William Johnston und Richard Norris Williams in drei Sätzen mit 10:8, 6:3 und 6:3.
Im Einzel erreichte er das Finale 1928 und 1929, verlor jedoch gegen Cochet in fünf Sätzen mit 6:4, 4:6, 6:3, 5:7 und 3:6, sowie gegen Tilden in fünf Sätzen mit 6:3, 3:6, 6:4, 2:6 und 4:6.
Bei den Französischen Tennismeisterschaften im Mixed schaffte er zwei Finaleinzüge. 1928 unterlag er mit Helen Wills Moody Eileen Bennett Whittingstall und Henri Cochet in drei Sätzen mit 6:3, 3:6 und 3:6.
1929 kam es zu einer Neuauflage des Endspiels aus dem Vorjahr. Hunter und Wills Moody verloren in zwei Sätzen mit 6:3 und 6:2.
Hunter wurde 1961 in die International Tennis Hall of Fame aufgenommen.